# Champions Chess Tour 2021
El Champions Chess Tour es una serie de torneos de ajedrez rápido en línea los cuales se realizan desde noviembre de 2020 hasta septiembre de 2021.

## Antecedentes
A inicios de 2020, el campeón mundial Magnus Carlsen llevó a cabo el Magnus Carlsen Chess Tour debido a la paralización de los deportes a nivel mundial a causa de la pandemia de COVID-19. Esta serie de torneos tuvo buena acogida por parte de los jugadores y por los aficionados, razón por la cual se llevará a cabo una nueva edición de esta serie de torneos a partir de noviembre de 2020.
Esta serie se desarrolla en un período de tiempo más prolongado manteniendo las mismas reglas para todos torneos que la conforman a diferencia del Magnus Carlsen Chess Tour.

## Reglas

### Itinerario del certamen
Esta serie consiste de 10 torneos. Se inicia a partir de noviembre de 2020 y culmina en septiembre de 2021. Lo conforman 6 torneos regulares, 3 torneos principales y la final.
16 jugadores participan en los torneos regulares y 12 jugadores en los torneos principales. La excepción los constituye el Magnus Carlsen Invitational 2021, que debido a su importancia cuenta con 16 participantes.

### Estructura de los torneos
La estructura de los primeros 9 torneos es la misma. Se disputa un torneo de todos contra todos, a ritmo rápido durante los primeros 3 días. Los 8 mejores jugadores que resulten pasan a disputar un torneo eliminatorio que dura 6 días con 2 días para cada una de las etapas de cuartos de final, las semifinales y la final. De manera simultánea a la final, se disputa un encuentro por el tercer puesto. En cada ronda eliminatoria, se juegan 2 encuentros de 4 partidas rápidas. Si el marcador estuviese igualado, se disputan 2 juegos en modo relámpago y si aun así no se definiera, se continúa con un encuentro de Armagedón. Las partidas del torneo comienzan a las 6:00 p. m. CET y se comentan en vivo en diferentes idiomas en chess24.com.

### Tiempos para las partidas
Los tiempos para las partidas son los mismos en todos los torneos del tour. En juegos rápidos, cada jugador dispone de 15 minutos para realizar todos sus movimientos con un incremento de 10 segundos a partir del primer movimiento, en los juegos relámpago cada jugador tiene 5 minutos para realizar todos sus movimientos con un incremento de 3 segundos a partir del primer movimiento. En el caso de disputarse la partida de Armagedón, las blancas disponen de 5 minutos y las negras de 4 minutos sin incrementos. Si una partida de Armagedón termina empatada, las negras ganan la partida.

### Políticas antitrampas y de desconexión
Durante el desarrollo de las partidas, los competidores son filmados desde diferentes ángulos. Se dispone de una cámara  para la transmisión en vivo de las partidas. Las demás cámaras solo pueden ser vistas por los árbitros para monitorear las actividades de los jugadores. Los árbitros pueden ver las pantallas de los jugadores mientras dura la partida.
Durante las partidas, los competidores sólo pueden salir del entorno de juego en coordinación con el árbitro principal.
Si un jugador perdiera la conexión en el transcurso de un juego, se le otorga un tiempo para restablecer su conexión. El reloj sigue funcionando durante los primeros 30 segundos, luego de lo cual se detiene y solo se reinicia en cuanto se haya restablecido la conexión. Si el tiempo se agota en los primeros 30 segundos, el jugador pierde la partida. En caso contrario, el juego continúa con normalidad.

## Monto del premio
El total de premios en metálico es de 1,5 millones de dólares para los 10 torneos que conforman el tour. Cada torneo regular tiene un premio total de $ 100.000 y cada torneo principal tiene un premio total de $ 200.000 ($ 60.000 para el primer puesto) y el final tiene un premio en efectivo de $ 300,000 ($ 100,000 para el primer puesto).
El monto del premio para los torneos regulares se distribuye de la siguiente manera: el ganador recibe $ 30,000 y el segundo recibe $ 15,000. Los semifinalistas reciben $ 7,500, los que llegaron a los cuartos de final reciben $ 5,000 y los restantes competidores reciben $ 2,500.
Luego del primer torneo (Skilling Open), se modificó levemente la distribución de premios en metálico, considerando que se disputaría un encuentro por el tercer lugar a partir del segundo torneo. Estas modificaciones se pueden envontar aquí . 

## Trasmisiones
Los torneos del tour se transmiten gratuitamente por Internet en chess24.com y los encuentros son comentados por grandes maestros en distintos idiomas. En español comentan para Chess24.com el Gran Maestro Pepe Cuenca y el Maestro Internacional David Martínez.
El canal de deportes Eurosport transmitirá el Champions Chess Tour en Europa y en Asia.

## Torneos
El tour está conformado por 10 torneos distintos, el último de los cuales, el torneo final culmina en septiembre de 2021.
| competencia                                  | Período                               | Dopaje    | Número de participantes | ganador         |
| -------------------------------------------- | ------------------------------------- | --------- | ----------------------- | --------------- |
| Skilling Open (Regular)                      | 22 al 30 de noviembre de 2020         | $ 100.000 | 16                      | Wesley So       |
| Airthings Masters (Principal)                | 26 de diciembre al 3 de enero de 2021 | $ 200 000 | 12                      | Teymour Radjbov |
| Opera Euro Rapid (Regular)                   | 6 al 14 de febrero de 2021            | $ 100,000 | 16                      | Wesley So       |
| Magnus Carlsen Invitational 2021 (Principal) | 13 al 21 de marzo de 2021             | $ 200 000 | 16                      | Anish Giri      |
| New In Chess Classic (Regular)               | 24 de abril al 2 de mayo              | $ 100,000 | 16                      | Magnus Carlsen  |
| Sexto Torneo (Regular)                       | 22 al 30 de mayo                      | $ 100,000 | 16                      |                 |
| Séptimo Torneo (Principal)                   | 26 de junio al 4 de julio             | $ 200 000 | 12                      |                 |
| Octavo. Torneo (Regular)                     | 31 de julio al 8 de agosto            | $ 100,000 | 16                      |                 |
| Noveno Torneo (Regular)                      | 28 de agosto al 5 de septiembre       | $ 100,000 | 16                      |                 |
| Final del tour                               | 25 de septiembre al 3 de octubre      | $ 300 000 | 10                      |                 |

## Calificación del certamen

### Calificación
Los ocho mejores jugadores del tour clasifican para el próximo torneo regular.
Los ganadores de los torneos regulares se clasifican para el siguiente torneo principal mientras que los ganadores de los torneos principales se clasifican para el torneo final. La relación de competidores se completa con los ocho mejores jugadores en el ranking del tour, para los que se dispone de la misma distribución de puntos en todos los torneos del tour, así como de algunos jugadores con invitaciones.
Los miembros prémium de la plataforma de Internet Chess24.com así como los miembros titulares de un pase para el Champions Chess Tour tienen la facultad de seleccionar un competidor que haya sido eliminado en la ronda preliminar y que recibe una invitación para el próximo torneo. 

### Distribución de la puntuación
| Resultado                      | Puntos de torneo regulares | Puntos de torneos principales | Premios en metálico del torneo regular | Premios en metálico del torneo principal | Premios en metálico de la FInal |
| ------------------------------ | -------------------------- | ----------------------------- | -------------------------------------- | ---------------------------------------- | ------------------------------- |
| 1. Ronda preliminar            | 10                         | 20                            |                                        |                                          |                                 |
| 2. Ronda preliminar            | 8                          | 16                            |                                        |                                          |                                 |
| 3. Ronda preliminar            | 6                          | 12                            |                                        |                                          |                                 |
| 4. Ronda preliminar            | 5                          | 10                            |                                        |                                          |                                 |
| 5. Ronda preliminar            | 4                          | 8                             |                                        |                                          |                                 |
| 6. Ronda preliminar            | 3                          | 6                             |                                        |                                          |                                 |
| 7. Ronda preliminar            | 2                          | 4                             |                                        |                                          |                                 |
| 8. Ronda preliminar            | 1                          | 2                             |                                        |                                          |                                 |
| 9.-12./16. Ronda preliminar    | 0                          | 0                             | $ 2,500                                | $ 5,000                                  |                                 |
| Perdedores de cuartos de final | 0                          | 0                             | $ 5,000                                | $ 10,000                                 |                                 |
| 10. Lugar                      | -                          | -                             | -                                      | -                                        | $ 5,000                         |
| 9. Lugar                       | -                          | -                             | -                                      | -                                        | $ 7.500                         |
| 8. Lugar                       | -                          | -                             | -                                      | -                                        | $ 10,000                        |
| 7. Lugar                       | -                          | -                             | -                                      | -                                        | $ 12,500                        |
| 6. Lugar                       | -                          | -                             | -                                      | -                                        | $ 15 000                        |
| 5. Lugar                       | -                          | -                             | -                                      | -                                        | $ 20 000                        |
| 4. Lugar *                     | 10                         | 20                            | $ 6.500                                | $ 15 000                                 | $ 30 000                        |
| 3. Lugar *                     | 15                         | 30                            | $ 8.500                                | $ 25 000                                 | $ 40 000                        |
| Perdedor de la Final           | 25                         | 50                            | $ 15 000                               | $ 40 000                                 | $ 60 000                        |
| Ganador                        | 40                         | 80                            | $ 30 000                               | $ 60 000                                 | $ 100,000                       |

Los puntos de la ronda preliminar al igual que los de la ronda eliminatoria se suman. Un jugador que termine la ronda preliminar en primer lugar y que gane el torneo puede alcanzar 50 puntos en un torneo regular y hasta 100 puntos en un torneo principal.
* Durante el primer torneo (Skilling Open) no se disputó un encuentro por el tercer lugar. Los perdedores en las semifinales recibieron 10 puntos y $ 7,500 cada uno, y el perdedor en la final recibió 20 puntos. Todos los demás premios y puntos se distribuyeron como se muestra en la tabla.
| Pos | Name                         | Skilling Open | Airthings Masters | Opera Euro Rapid | Magnus Carlsen Invitational | New In Chess Classic | 6. | 7. | 8. | 9. | 10. | Puntos |
| --- | ---------------------------- | ------------- | ----------------- | ---------------- | --------------------------- | -------------------- | -- | -- | -- | -- | --- | ------ |
| 1   | Magnus Carlsen               | 30            | 20                | 35               | 50                          | 50                   |    |    |    |    |     | 185    |
| 2   | Wesley So                    | 46            | 16                | 46               | 32                          | 5                    |    |    |    |    |     | 145    |
| 3   | Teymour Radjabov             | 3             | 88                | 17               | 0                           | 1                    |    |    |    |    |     | 109    |
| 4   | Anish Giri                   | 1             | 0                 | 8                | 96                          | -                    |    |    |    |    |     | 105    |
| 5   | Yan Nepómniashchi            | 15            | 10                | 0                | 58                          | -                    |    |    |    |    |     | 83     |
| 6   | Levon Aronian                | 4             | 56                | 5                | 2                           | 14                   |    |    |    |    |     | 81     |
| 7   | Hikaru Nakamura              | 18            | 12                | 0                | 10                          | 33                   |    |    |    |    |     | 73     |
| 8   | Maxime Vachier-Lagrave       | 2             | 34                | 14               | 4                           | -                    |    |    |    |    |     | 54     |
| 9   | Daniil Dubov                 | -             | 22                | 1                | 0                           | -                    |    |    |    |    |     | 23     |
| 10  | Shakhriyar Mamedyarov        | -             | -                 | -                | 0                           | 21                   |    |    |    |    |     | 21     |
| 11  | Alireza Firouzja             | 0             | -                 | -                | 6                           | 3                    |    |    |    |    |     | 9      |
| 12  | Jan-Krzysztof Duda           | 0             | -                 | 3                | -                           | 0                    |    |    |    |    |     | 3      |
| 13  | Lê Quang Liêm                | 0             | -                 | -                | -                           | 2                    |    |    |    |    |     | 2      |
| 14  | Alexander Grischtschuk       | -             | 0                 | 0                | -                           | -                    |    |    |    |    |     | 0      |
| 14  | Vidit Gujrathi               | 0             | -                 | 0                | -                           | 0                    |    |    |    |    |     | 0      |
| 14  | Pentala Harikrishna          | -             | 0                 | -                | -                           | -                    |    |    |    |    |     | 0      |
| 14  | Sergei Karjakin              | 0             | -                 | -                | 0                           | 0                    |    |    |    |    |     | 0      |
| 14  | Ding Liren                   | 0             | -                 | 0                | -                           | -                    |    |    |    |    |     | 0      |
| 14  | Peter Svidler                | 0             | -                 | -                | -                           | -                    |    |    |    |    |     | 0      |
| 14  | David Antón Guijarro         | 0             | 0                 | -                | 0                           | -                    |    |    |    |    |     | 0      |
| 14  | Sam Shankland                | -             | -                 | 0                | -                           | -                    |    |    |    |    |     | 0      |
| 14  | Leinier Domínguez            | -             | -                 | 0                | -                           | 0                    |    |    |    |    |     | 0      |
| 14  | Matthias Blübaum             | -             | -                 | 0                | -                           | -                    |    |    |    |    |     | 0      |
| 14  | Nils Grandelius              | -             | -                 | -                | 0                           | -                    |    |    |    |    |     | 0      |
| 14  | Alan Pichot                  | -             | -                 | -                | 0                           | -                    |    |    |    |    |     | 0      |
| 14  | Jorden van Foreest           | -             | -                 | -                | 0                           | -                    |    |    |    |    |     | 0      |
| 14  | Gawain Jones                 | -             | -                 | -                | -                           | 0                    |    |    |    |    |     | 0      |
| 14  | Aryan Tari                   | -             | -                 | -                | -                           | 0                    |    |    |    |    |     | 0      |
| 14  | Johan-Sebastian Christiansen | -             | -                 | -                | -                           | 0                    |    |    |    |    |     | 0      |
| 14  | Rameshbabu Praggnanandhaa    | -             | -                 | -                | -                           | 0                    |    |    |    |    |     | 0      |

* Estos competidores se encuentran disputando el torneo y podrían obtener mayor puntaje.
- Estos jugadores no participaron en el torneo.

## Enlaces web
- Sitio web del torneo